# 巴浪河
巴浪河，又做马郎河，位于中国贵州省水城县境内，是北盘江左岸支流，发源于水城县玉舍彝族苗族乡滥坝村南格拉林场境内，向东流经玉舍乡、勺米镇，从勺米镇到米箩布依族苗族彝族乡倮摩段称“巴浪河”，从倮摩至果布嘎彝族苗族布依族乡的大垭口河段称底色河，干流自大垭口南流至果布嘎乡下以龙东北入北盘江，此段称古牛河。河长53千米，落差1440米，流域面积611.1平方千米。